# Lubiwiec (jezioro)
Lubiwiec – jezioro morenowe w woj. wielkopolskim, w powiecie międzychodzkim, w gminie Międzychód, położone w obrębie sołectwa Kolno, na pograniczu gminy Międzychód i Kwilcz oraz 3 wsi: Kolna, Prusima i Popowa, na terenie Pojezierza Poznańskiego.